# Populiermelkzwam
De populiermelkzwam (Lactarius controversus) is een schimmel uit de familie Russulaceae . 

## Kenmerken

### Uiterlijke kenmerken
Hoed
De hoed is 8 tot 20, soms zelfs tot 25 cm breed. Aanvankelijk is deze gewelfd met een opgerolde, licht donzige vilten rand. Later wordt deze uitgespreid en in het midden ingedrukt of verdiept als een trechter. Bij oudere vruchtlichamen is de rand glad en kaal. De hoed is ivoorwit tot bleekgeel van kleur en vaak onduidelijk en concentrisch roze gezoneerd of gevlekt, vooral naar de rand toe. Bij vochtig weer zijn jong exemplaren erg vettig en plakkerig.
Lamellen
De geelwitte, later troebele vleesroze lamellen zijn vrij dicht en lopen langs de steel af. Soms zijn de lamellen dichtbij de steel gevorkt.
Steel
De korte steel is 2 tot 5 cm lang en 1 tot 2 cm dik. De steel is donzig wit, later kaal, taps toelopend naar de basis.
Smaak en geur
Het witte vruchtvlees heeft een licht fruitige en zure geur. De smaak is scherp en bitter.
Melksap
Het produceert een scherpe witte melk.
Sporenprint
De sporenprint is crèmekleurig met een roze zweem

### Microscopische kenmerken
De sporen zijn 6 tot 7 µm lang en 5 tot 6 µm breed en bedekt met sterke wratten, tot 0,5 µm hoog, die, samengesmolten tot dikke richels, een redelijk compleet netwerk vormen. De ongeveer 45 m lange pleurocystidia en cheilocystidia zijn tamelijk verspreid en onopvallend. Ze zijn puntig of spoelvormig of aan de punt samengetrokken.

## Verspreiding

Europees verspreidingsgebied

Hij komt voor in Noord-Azië (Oost-Siberië), Noord-Amerika (Verenigde Staten), Noord-Afrika (Marokko) en Europa. In Europa zijn waarnemingen bekend van Spanje tot Bulgarije in het zuiden, van Frankrijk tot Groot-Brittannië in het westen en tot Rusland in het oosten. Hij is zeldzaam in Noord-Europa. Hij is overal in het zuiden van Fennoscandinavië waargenomen.
In Nederland komt hij algemeen voor. Hij is niet bedreigd en staat niet op de rode lijst.